# O. P. Heggie

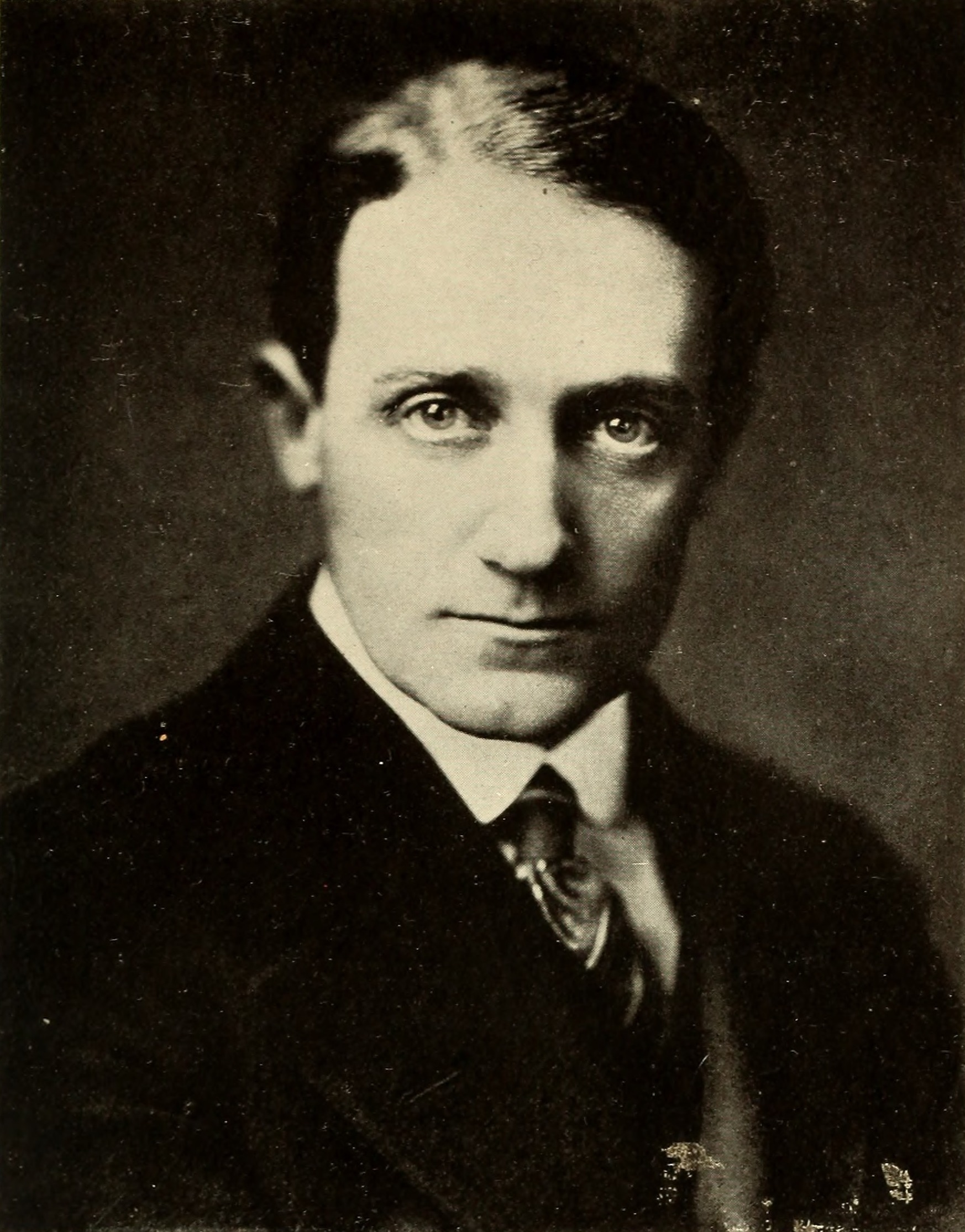
O. P. Heggie (1918)

Oliver Peters Heggie (* 17. September 1877 in Angaston, South Australia; † 7. Februar 1936 in Los Angeles) war ein australischer Theater- und Filmschauspieler.

## Leben
O. P. Heggie immigrierte 1901 in die Vereinigten Staaten und setzte seine in Australien und London begonnene Schauspielkarriere am Broadway fort. 1907 trat er in den Stücken Nance Oldfield und Captain Brassbound's Conversion auf. 1915 spielte Heggie die Rolle des Zimmermanns Peter Quince in William Shakespeares Ein Sommernachtstraum im Wallack's Theatre. 1920 übernahm er die Regie und eine Nebenrolle im Drama Footloose im Greenwich Village Theatre. Seine letzte Rolle am Broadway spielte Heggie von Oktober 1933 bis März 1934 in dem Stück The Green Bay Tree.
1928 gab Heggie, zu diesem Zeitpunkt bereits über 50 Jahre alt, in Film Die Komödiantin sein Debüt auf der Kinoleinwand. 1929 drehte er mit Jeanne Eagels als Partnerin den Film The Letter sowie mit Warner Oland den Kriminalfilm The Mysterious Dr. Fu Manchu. 1934 übernahm er die Rolle des Matthew Cuthbert in der Literaturverfilmung Anne of Green Gables. Am dauerhaftesten in Erinnerung blieb er den Kinofans aber wohl durch seine Rolle im Filmklassiker Frankensteins Braut (1935): Er spielte die Rolle des blinden Eremiten, der sich mit dem Monster (Boris Karloff) in der wohl bekanntesten Szene des Filmes anfreundet. Sein letzter Film Der Gefangene der Haifischinsel wurde erst nach seinem Tod veröffentlicht.
O.P. Heggie war verheiratet und hatte drei Kinder. Er starb im Februar 1936 im Alter von 58 Jahren an einer Lungenentzündung.

## Filmografie (Auswahl)
- 1928: Die Komödiantin (The Actress)
- 1929: The Letter
- 1929: Der Kampf um die Macht (The Mighty)
- 1930: The Playboy of Paris
- 1930: Der König der Vagabunden (Vagabond King)
- 1931: Devotion
- 1931: East Lynne
- 1932: Liebesleid (Smilin’ Through)
- 1933: Urlaub vom Thron (The King's Vacation)
- 1933: Zoo in Budapest
- 1934: Call It Murder
- 1934: Das Rätsel von Monte Christo (The Count of Monte Cristo)
- 1935: Chasing Yesterday
- 1935: Ginger
- 1935: Frankensteins Braut (Bride of Frankenstein)
- 1936: Der Gefangene der Haifischinsel (The Prisoner of Shark Island)